# Verordnung (EU) 2019/6 über Tierarzneimittel
Die Verordnung (EU) 2019/6 des Europäischen Parlaments und des Rates vom 11. Dezember 2018 über Tierarzneimittel und zur Aufhebung der Richtlinie 2001/82/EG ist eine Verordnung der Europäischen Union, die das Tierarzneimittelrecht in der Europäischen Union regelt. Sie gilt seit dem 28. Januar 2022 unmittelbar in jedem Mitgliedstaat und löste die Richtlinie 2001/82/EG ab, deren Gültigkeit mit Wirkung zum gleichen Tag aufgehoben wurde. Eine Umsetzung in nationales Recht ist, anders als bei Richtlinien der EU, nicht erforderlich. Die neue EU-Verordnung umfasst Bestimmungen zur Zulassung, Maßnahmen nach der Zulassung, zur Herstellung, Einfuhr, Ausfuhr, Abgabe und Anwendung von Tierarzneimitteln sowie zu Beschränkungen und Sanktionen. Sie soll der Weiterentwicklung des Binnenmarkts dienen, die Verfügbarkeit von Tierarzneimitteln verbessern und gleichzeitig den Schutz der Gesundheit von Mensch und Tier und der Umwelt gewährleisten.
Die Verordnung regelt nicht alle Inhalte des Tierarzneimittelrechts, sondern räumt den Mitgliedstaaten ein, bestimmte Sachverhalte national zu regeln. Zur Durchführung der Verordnung dient in Deutschland das Tierarzneimittelgesetz vom 27. September 2021.
Einen besonderen Schwerpunkt setzt die Verordnung mit weiter reichenden Einschränkungen für den Einsatz von Antibiotika zur Begrenzung der Entstehung und Verbreitung von Antibiotikaresistenzen.

## Hintergrund
Das europäische Tierarzneimittelrecht, dessen Rechtsrahmen der Union bis zum 28. Januar 2022 die Richtlinie 2001/82/EG (Gemeinschaftskodex für Tierarzneimittel) und die Verordnung (EG) Nr. 726/2004 bildeten, wird seit dem Tag weitgehend durch die Verordnung (EU) 2019/6 über Tierarzneimittel geregelt. Der europäische Gesetzgeber begründet den Systemwechsel damit, dass die Verordnung „klare, ausführliche und direkt anwendbare Bestimmungen“ setze. Eine Verordnung gewährleiste, dass ihre Inhalte „in der gesamten Union gleichzeitig und in harmonisierter Weise durchgeführt“ würden. Als nachteilig angesehen werden kann, dass es nicht bereits einheitliche Auslegungsgrundsätze gibt, und dass, anders als bei Umsetzung von Richtlinien – wie zuvor mit der Richtlinie 2001/82/EG und weiterhin mit der Richtlinie 2001/83/EG (Gemeinschaftskodex für Humanarzneimittel) – historisch gewachsene Besonderheiten in den Mitgliedstaaten weniger gut berücksichtigt werden können. Zudem sind zum EU-Verordnungstext parallel auch die ergänzenden nationalen Rechtsvorschriften zu lesen.
Die Verordnung (EU) 2019/6 geht zurück auf einen Vorschlag der Kommission vom September 2014, der begründet wurde damit, dass „die geltenden Rechtsvorschriften nicht den Binnenmarkt für Tierarzneimittel vollenden und den Bedarf der Union an Regulierung von Arzneimitteln nicht erfüllen.“ Es bedürfe Verbesserungen in den Bereichen Belastung durch Rechtsvorschriften, mangelnde Verfügbarkeit von Tierarzneimitteln, vor allem auf kleinen Märkten (z. B. Bienen), und Funktionieren des Binnenmarktes, auch vor dem Hintergrund, dass „sich die Bedürfnisse des Veterinärsektors in Bezug auf Arzneimittel erheblich von denjenigen des Humansektors unterscheiden.“

## Kerninhalte

### Zulassung und Pharmakovigilanz
Tierarzneimittel dürfen – wie auch Humanarzneimittel – in den Staaten des EWR nur in Verkehr gebracht werden, wenn eine zuständige Behörde oder die EU-Kommission eine Zulassung erteilt hat. Eine Tierarzneimittelzulassung gilt (mit Ausnahmen) unbefristet. Für nicht rezeptpflichtige Tierarzneimittel, die ausschließlich für bestimmte als Heimtiere gehaltene Tiere (Ziervögel, Zierfische, Terrarium-Tiere, Kleinnager usw.) vorgesehen sind, können die Mitgliedstaaten Ausnahmen zulassen. Für bestimmte homöopathische Tierarzneimittel (ausreichende Verdünnung, kein Anwendungsgebiet angegeben) kann anstelle der Zulassung das vereinfachte Verfahren der Registrierung in Anspruch genommen werden. Eine im europäischen Tierarzneimittelrecht spezielle Zulassungsart sind die Zulassungsanträge für „begrenzte Märkte“. Ein „begrenzter Markt“ im Sinne der Verordnung ist definiert als ein Markt für Tierarzneimittel für den Einsatz bei selten oder geografisch begrenzt auftretende Krankheiten und für Tierarzneimittel für andere Tierarten als Rinder, Schafe für die Fleischerzeugung, Schweine, Hühner, Hunde und Katzen.
Für bereits bestehende Zulassungen widmet sich ein Verordnungsabschnitt der Harmonisierung der Fachinformation (und Packungsbeilage) für generische und sogenannte „hybride“ (den Generika ähnliche) national zugelassene Tierarzneimittel. Durch uneinheitliche Angaben, zumindest was Dosierung, Verwendung und Warnungen betreffe, würde „der Verkehr mit Tierarzneimitteln in der Union zusätzlich und unnötig behindert.“ Bedeutsam sind harmonisierte Produktinformationen auch vor dem Hintergrund, dass mit dem neuen Tierarzneimittelrecht die Packungsbeilage an Bedeutung für den praktischen Einsatz der Tierarzneimittel gewinnt.
Die Aufgaben der Pharmakovigilanz (Überwachung der Arzneimittelsicherheit) für Tierarzneimittel unterscheiden sich von denjenigen der Humanmedizin. Neben den eigentlichen Nebenwirkungen bei Tieren geben die Richtlinien der EU vor, dass die öffentliche Gesundheit, die Tiergesundheit und die Umwelt zu schützen ist. Dazu gehören Meldungen zu Nebenwirkungen beim Menschen nach Anwendung von Tierarzneimitteln bei Tieren, Informationen zur Umwidmung, mangelnde Wirksamkeit, nicht ausreichender Wartezeit oder Beobachtungen zur Ökotoxizität von Arzneimitteln. Mit dem Inkrafttreten des neuen Tierarzneimittelrechts ergaben sich einige Änderungen in den Pflichten für Zulassungsinhaber und im Meldesystem. So wird die Mehrzahl der Tätigkeiten datenbankbasiert ausgeführt, wodurch insgesamt der administrative Aufwand reduziert werden soll.
Die Europäische Arzneimittelagentur ist zum Führen einer Datenbank verpflichtet, in der unerwünschte Ereignisse erfasst und der Öffentlichkeit zugänglich gemacht werden.

### Herstellung und Handel
Für die Herstellung von Tierarzneimitteln (einschließlich Beteiligung an einer Phase des Herstellungsprozesses oder Endbearbeitung) ist eine Herstellungserlaubnis erforderlich. Auch der Großhandel mit Tierarzneimitteln bedarf der behördlichen Erlaubnis. Die Europäische Arzneimittelagentur ist verpflichtet zum Führen einer Datenbank für Herstellung, Einfuhr und Großhandelsvertrieb.
Anders als die bisherige EU-Richtlinie erfasst die neue Verordnung auch den Einzelhandel mit Tierarzneimitteln. Jedoch werden die Bestimmungen durch nationales Recht festgelegt, sofern die Verordnung es nicht anders vorschreibt. Apothekenpflicht und tierärztliches Dispensierrecht verbleiben somit in der Verantwortung der Mitgliedstaaten.
Versandhandel mit verschreibungspflichtigen Tierarzneimitteln ist im Grundsatz verboten. Allerdings können Mitgliedstaaten, in eigener Verantwortung und ausschließlich für ihr eigenes Hoheitsgebiet, Ausnahmen erlauben, wofür strenge Anforderungen zu stellen sind. Von Bedeutung kann der Versandhandel mit verschreibungspflichtigen Präparaten für besondere Heimtiere wie etwa Schlangen oder Papageien sein, für die die Halter oftmals weite Fahrwege zu den behandelnden Spezialisten haben.

### Verschreibung und Anwendung
Bis auf wenige Ausnahmen dürfen nur Tierärzte tiermedizinische Rezepte („Verschreibungen“) ausstellen. Eine tierärztliche Verschreibung ist in der gesamten Union gültig.
Strengere Vorschriften zur Antibiotikaanwendung und eine obligatorische Verbrauchs- und Abgabeerfassung bei fast allen Tierarten sollen dabei helfen, Antibiotikaresistenzen besser zu kontrollieren. So müssen selbst für nicht lebensmittelliefernde Tiere bis spätestens 2030 die angewendeten Antibiotika nach Art und Menge erfasst werden. Der prophylaktische Einsatz von Antibiotika in ganzen Tiergruppen ist nicht erlaubt, der metaphylaktische Einsatz nur nach Diagnose einer Infektionskrankheit, bei hohem Ausbreitungsrisiko und fehlenden Alternativen. Bestimmte für die Behandlung von Menschen wichtige Antibiotika können für die Anwendung bei Tieren eingeschränkt oder verboten werden.
Die Umwidmungskaskade, die einsetzt wenn für eine Zieltierart im entsprechenden Anwendungsgebiet kein Arzneimittel zugelassen ist (Therapienotstand) und auf andere Medikamente ausgewichen werden muss, ist durch die EU-Verordnung einerseits flexibler als zuvor, da die Verfügbarkeit von Tierarzneimitteln innerhalb von und zwischen den Mitgliedstaaten erleichtert wird. Sie ist andererseits komplexer, da eine Umwidmung von Humanarzneimitteln nur noch möglich ist, wenn innerhalb der EU kein Tierarzneimittel für das Anwendungsgebiet oder die Tierart verfügbar ist, wozu zuvor der Tierarzneimittelmarkt EU-weit abzufragen ist. Zu diesem Zweck wird eine Produktdatenbank errichtet. Unter bestimmten Bedingungen können auch Tierarzneimittel aus Drittstaaten verwendet werden.

### Werbung
Werbung für verschreibungspflichtige Tierarzneimittel in der Laienpresse ist grundsätzlich untersagt. Jedoch können die Mitgliedstaaten an professionelle Tierhalter (Landwirte) gerichtete Werbung für Impfstoffe gestatten.

## Gliederung
- Kapitel I: Gegenstand, Anwendungsbereich und Begriffsbestimmungen
- Kapitel II: Zulassungen – Allgemeine Bestimmungen und Regeln für die Antragstellung
  - Abschnitt 1: Allgemeine Bestimmungen
  - Abschnitt 2: Anforderungen an das Dossier
  - Abschnitt 3: Klinische Prüfungen
  - Abschnitt 4: Kennzeichnung und Packungsbeilage
  - Abschnitt 5: Besondere Anforderungen an generische und hybride Tierarzneimittel sowie Tierarzneimittel aus kombinierten Wirkstoffen und an Anträge aufgrund einer in Kenntnis der Sachlage erteilten Einwilligung sowie auf bibliografischer Grundlage
  - Abschnitt 6: Zulassung für begrenzte Märkte und unter außergewöhnlichen Umständen
  - Abschnitt 7: Prüfung der Anträge und Grundlage für die Erteilung von Zulassungen
  - Abschnitt 8: Schutz technischer Unterlagen
- Kapitel III Zulassungsverfahren
  - Abschnitt 1: In der gesamten Union gültige Zulassungen („zentralisierte Zulassungen“)
  - Abschnitt 2: In einem einzelnen Mitgliedstaat gültige Zulassungen („nationale Zulassungen“)
  - Abschnitt 3: In mehreren Mitgliedstaaten gültige Zulassungen („dezentralisierte Zulassungen“)
  - Abschnitt 4: Gegenseitige Anerkennung von nationalen Zulassungen
  - Abschnitt 5: Nachträgliche Anerkennung bei dem Verfahren der gegenseitigen Anerkennung und dem Verfahren zur Erteilung dezentralisierter Zulassungen
  - Abschnitt 6: Überprüfungsverfahren
- Kapitel IV: Maßnahmen nach der Zulassung
  - Abschnitt 1: Produktdatenbank der Union
  - Abschnitt 2: Erhebung von Daten durch die Mitgliedstaaten und Pflichten der Zulassungsinhaber
  - Abschnitt 3: Änderungen von Zulassungsbedingungen
  - Abschnitt 4: Harmonisierung der Fachinformation von national zugelassenen Tierarzneimitteln
  - Abschnitt 5: Pharmakovigilanz
  - Abschnitt 6: Befassung im Interesse der Union
- Kapitel V: Homöopathische Tierarzneimittel
- Kapitel VI: Herstellung, Einfuhr und Ausfuhr
- Kapitel VII: Abgabe und Anwendung
  - Abschnitt 1: Großhandelsvertrieb
  - Abschnitt 2: Einzelhandel
  - Abschnitt 3: Anwendung
  - Abschnitt 4: Werbung
- Kapitel VIII: Inspektion und Kontrollen
- Kapitel IX: Beschränkungen und Sanktionen
- Kapitel X: Netz der an der Regulierung beteiligten Stellen
- Kapitel XI: Allgemeine Bestimmungen und Verfahrensbestimmungen
- Kapitel XII: Übergangs- und Schlussbestimmungen
- Anhänge I bis IV (inklusive Entsprechungstabelle)

## Durchführung
Allein auf EU-Ebene seien zur weiteren Ausgestaltung des neuen Tierarzneimittelrechts 27 Rechtsakte auszugestalten und umzusetzen, wurde auf einem Symposium des Bundesamtes für Verbraucherschutz und Lebensmittelsicherheit (BVL) im November 2019 informiert. Drei Datenbanken waren zu entwickeln und zu programmieren: Mittelpunkt ist eine Produktdatenbank, die mit einer Pharmakovigilanz-Datenbank und einer Datenbank über Herstellung, Einfuhr und Vertrieb von Tierarzneimitteln verknüpft ist.
Die EU-Tierarzneimittelverordnung hat auch Auswirkungen auf die nationalen Rechtsvorschriften.
So wurden für Deutschland die Regelungen des Arzneimittelgesetzes (AMG), welche sich mit Tierarzneimitteln befassen, aus dem Arzneimittelgesetz gestrichen und, soweit nicht bereits durch die Regelungen der EU-Tierarzneimittelverordnung abgedeckt, in das neu geschaffene nationale Tierarzneimittelgesetz (TAMG) überführt.

## Sonstiges
Zeitgleich zur EU-Verordnung über Tierarzneimittel wurde auch die Verordnung (EU) 2019/4 des Europäischen Parlaments und des Rates vom 11. Dezember 2018 über Arzneifuttermittel erlassen, die die geltende Fütterungsarzneimittel-Richtlinie (Richtlinie 90/167/EWG) ablöst. Diese Verordnung wurde am 7. Januar im EU-Amtsblatt veröffentlicht, trat am 27. Januar 2019 in Kraft und ist ebenfalls seit dem 28. Januar 2022 anzuwenden. Die EU-Verordnung über Arzneifuttermittel ist ein Rechtsakt des EU-Futtermittelrechts.

### Deutsche Websites
- Bundesamt für Verbraucherschutz und Lebensmittelsicherheit: Die Europäische Verordnung über Tierarzneimittel (VO (EU) 2019/6)
- Bundesministerium für Landwirtschaft, Ernährung und Heimat (BMLEH): Neues Tierarzneimittelrecht ab 28. Januar 2022
- Das neue Tierarzneimittelrecht ab 2022 auf vetline.de

### Europäische Websites
- Europäisches Tierarzneimittelrecht: Was ist neu? Poster der Federation of Veterinarians of Europe, FVE (PDF)
- European Commission Safe and Effective Veterinary Medicinal Products (englisch)
- European Medicines Agency – Veterinary Medicinal Products Regulation (englisch)
- European Medicines Agency – New EU rules for safe and high-quality medicines for animals become effective  (englisch)
- European Medicines Agency – Union Product Database (englisch)

### Durchführungsverordnungen und delegierte Verordnungen der Kommission zur VO (EU) 2019/6
- Durchführungsverordnung (EU) 2021/16 (Produktdatenbank der Union)
- Durchführungsverordnung (EU) 2021/17 (Änderungen, die keine Bewertung erfordern)
- Delegierte Verordnung (EU) 2021/577 (Angaben im Equidenpass)
- Delegierte Verordnung (EU) 2021/578 (Datenerhebung über Verkaufsvolumen und Anwendung von Antibiotika)
- Delegierte Verordnung (EU) 2021/805 (Änderung Anhang II der VO (EU) 2019/6)
- Durchführungsverordnung (EU) 2021/963 (Identifizierung und Registrierung von Equiden)
- Durchführungsverordnung (EU) 2021/1248 (Gute Vertriebspraxis für Tierarzneimittel)
- Durchführungsverordnung (EU) 2021/1280 (Gute Vertriebspraxis für Tierarzneimittelwirkstoffe)
- Durchführungsverordnung (EU) 2021/1281 (Gute Pharmakovigilanzpraxis und Pharmakovigilanz-Stammdokumentation für Tierarzneimittel)
- Delegierte Verordnung (EU) 2021/1760 (Antimikrobielle Wirkstoffe, die der Behandlung beim Menschen vorbehalten sind)
- Durchführungsverordnung (EU) 2021/1904 (Gemeinsames Logo für den Versandhandel)

## Referenzen zu Verordnungsinhalten
Verordnung (EU) 2019/6 des Europäischen Parlaments und des Rates vom 11. Dezember 2018 über Tierarzneimittel und zur Aufhebung der Richtlinie 2001/82/EG:
1. ↑  Erwägungsgrund 96
2. ↑  Artikel 5
3. ↑  Erwägungsgrund 90, Artikel 85–87
4. ↑  Artikel 23, 24
5. ↑  Artikel 4
6. ↑  Artikel 69–71
7. ↑  Erwägungsgrund 51
8. ↑  Artikel 77
9. ↑  Artikel 74, 75
10. ↑  Artikel 88
11. ↑  Artikel 88
12. ↑  Artikel 91
13. ↑  Artikel 103 Abs. 1
14. ↑  Artikel 104 Abs. 1
15. ↑  Artikel 104 Abs. 2 und 3
16. ↑  Artikel 105
17. ↑  Artikel 57
18. ↑  Artikel 105, 107
19. ↑  Artikel 37
20. ↑  Artikel 55, 56
21. ↑  Artikel 112–115
22. ↑  Artikel 120 Abs. 1 und 2